# Bonbonetti Choco Kft.
Bonbonetti Choco Kft. — кондитерська фабрика, розташована в угорському місті Будапешт, підрозділ української корпорації «Рошен».

## Історія
Фабрика заснована у 1868 році німецькими кондитерами.
У 1883 році на підприємстві встановлено паровий двигун, після чого запущено лінію серійного виробництва шоколаду.
1928 року виробничі потужності фабрики модернізовано, підприємство реорганізовано в акціонерне товариство.
У 1934 році запущено виробництво так званих «порцелянових прикрас» із унікального виду шоколаду. Окрім головних міст Угорщини, фірмові магазини працюють у Парижі та Відні, упаковку для солодощів розробляють відомі тогочасні митці.
У 1941 році фабрика стає найбільшою в Угорщині та однією з наймодернізованіших у Європі.
У 1948 році підприємство перейшло у власність Угорської кондитерської корпорації.
У 1960 році фабрику перейменовано у Будапештську шоколадну фабрику, проведено її реконструкцію і механізацію.
1992 року підприємство приватизоване німецькою компанією «Stollwerk».
У 2004 в результаті поглинання підприємства «Stollwerk» інвестиційною компанією «Mabelsoft» утворено найпотужнішу кондитерську корпорацію Угорщини під назвою «Bonbonetti Group».
2012 року «Bonbonetti Group» уклала угоду про стратегічну співпрацю з українською корпорацією «Рошен», яка викупила контрольний пакет акцій фабрики «Bonbonetti Choco Kft.».
В 2023-му році фабрика зупинила роботу через нерентабельність і неможливість розширення. Частину обладнання перевезли на Вінницьку кондитерську фабрику, частину — утилізували. Після закриття фабрики за кордоном залишається тільки одна фабрика Рошен — у литовському місті Клайпеда.
В січні 2025 року корпорація Roshen припинила роботу своєї кондитерської фабрики Bonbonetti в Будапешті, через нерентабильність виробництва.